# Macromedia Flash Remoting
O Flash Remoting nada mais é que um gateway¹ entre o Flash e tecnologias server-side, como por exemplo, um componente ou uma página ColdFusion, uma aplicação em um servidor Java, uma página ASP.NET, ou um Web-Services.
Isso ignifica que, com algumas linhas em ActionScript estaremos interagindo o Flash com um servidor ColdFusion, .NET, J2EE e Web-Services tirando o máximo proveito de estar usando um front-end super amigável como o Flash e em back-end estarmos usando poderosas aplicações, tudo isso em tempo de execução e sem troca de páginas.
Este conceito utilizando o Flash com aplicações server-side é o que hoje chamamos de RIA (Rich Internet Applications, ou Aplicações Ricas para Internet), ou seja, com o FRMX, você estará criando RIA's! 
Quais são as vantagens do FRMX?
- Com o FRMX não é necessário se preocupar em converter os dados para XML, ou outras formas para que os dados sejam interpretados e depois convertê-los novamente para que possa manipular esses dados no Flash, ele transmite e recebe os dados de forma a que não seja preciso se preocupar com conversões, tornando-se de fácil manipulação e diminuindo o tempo de desenvolvimento da aplicação.
- O FRMX faz com que todas as informações entre o Flash e os serviços externos sejam transmitidos usando o Action Message Format (AMF). O AMF é um formato binário modelado no formato SOAP, fazendo com que aumente a velocidade e segurança da informação.
- Com novo API para ActionScript 2.0, o FRMX dá muito mais poder e maleabilidade, fazendo aplicações ainda mais robustas que a versão antiga utilizando o ActionScript 1.0, recebendo agora, o nome de Flash Remoting MX 2004.

## Arquitectura do FRMX
http://www.mugmg.com.br/img/artigos/frmx.jpg
Flash Remoting Developer Center